# Terremoto de Macas de 2019
El Terremoto de Macas de 2019 fue un movimiento sísmico ocurrido el viernes 22 de febrero de 2019 a las 05:17 ECT (10:17 UTC). Tuvo una magnitud de 7.5 Mw, una intensidad de VII en la escala de Mercalli y una profundidad de 145 km. Su epicentro se localizo en el Cantón Pastaza, en la Provincia de Pastaza, en la Amazonia ecuatoriana. Es el terremoto más fuerte que ocurrió en Ecuador desde el Terremoto de Abril de 2016, el sismo llegó a sentirse en Perú y en Colombia.

## Entorno Tectónico
El arco sudamericano se extiende a lo largo de 7.000 km, desde la triple unión del margen chileno frente a la costa del sur de Chile hasta su intersección con la zona de fractura de Panamá, frente a la costa sur de Panamá en Centroamérica. Marca el límite de la placa entre la placa de Nazca en subducción y la placa de América del Sur, donde la corteza oceánica y la litosfera de la placa de Nazca comienzan su descenso hacia el manto debajo de América del Sur. La convergencia asociada con este proceso de subducción es responsable del levantamiento de la Cordillera de los Andes y de la cadena volcánica activa presente a lo largo de gran parte de este frente de deformación. En relación con una placa fija de América del Sur, la placa de Nazca se mueve ligeramente al norte del este a un ritmo que varía desde aproximadamente 80 mm/año en el sur hasta aproximadamente 65 mm/año en el norte. Aunque la tasa de subducción varía poco a lo largo de todo el arco, existen cambios complejos en los procesos geológicos a lo largo de la zona de subducción que influyen dramáticamente en la actividad volcánica, la deformación de la corteza terrestre, la generación de terremotos y la ocurrencia a lo largo de todo el borde occidental de América del Sur.

## Terremoto
El terremoto empezó a las 05:17 ECT del viernes 22 de febrero del 2019, el terremoto dejó un saldo de un muerto y 5 heridos, produjo varios daños en la infraestructura de varias casas, escuelas y hospitales en diversas zonas de Ecuador.El sismo incluso llegó a generar daños leves en Colombia.3 minutos después del sismo de 7.5, a las 05:20 ECT ocurrió una réplica de magnitud 6.0, después de estos dos sismos se registraron otras dos réplicas de 3.6 Mw y 3.9 Mw.

## Sismo en Guayaquil
A las 05:40 ECT ocurrió un sismo de magnitud 5.5, su epicentro se situó a 17 km de la ciudad de Guayaquil, este sismo no estuvo relacionado al de 7.5, al inicio se creía que era una réplica pero después de ser revisado se descubrió que era un sismo aparte.